# Gighera
Gighera é uma comuna romena localizada no distrito de Dolj, na região de Oltênia. A comuna possui uma área de 129.68 km² e sua população era de 3321 habitantes segundo o censo de 2007.